# Regno dei Franchi Orientali
Il Regno dei Franchi Orientali (in latino Regnum Francorum Orientalium), più tardi chiamato anche Regno dei Teutonici (in latino Regnum Teutonicorum o Teotonicorum) o Regno di Germania, nacque nell'843 con il trattato di Verdun, a partire dai territori assegnati a Ludovico II il Germanico. Esso andrà a costituire, assieme al Regno d'Italia, il Sacro Romano Impero nel 962.

## Origine
Il trattato di Verdun divise l'Impero carolingio in tre parti:
- la Francia Media, assegnata a Lotario I, che deteneva anche la corona imperiale, e comprendeva la Lotaringia, la Provenza e il Regno d'Italia.
- il Regno dei Franchi Occidentali, assegnato a Carlo il Calvo, corrispondente all'incirca al territorio dell'attuale Francia che si trova a occidente delle valli (che erano escluse) della Mosella e del Rodano.
- il Regno dei Franchi Orientali, appunto, corrispondente all'incirca alla Germania Occidentale e al nord della Svizzera, diviso in ducati: di Svevia (o di Alemannia), di Franconia, di Sassonia e di Baviera, che includeva anche la Carinzia.

Nell'870, col trattato di Meerssen, Ludovico II ottenne la maggior parte dei territori della Lotaringia (con l'esclusione del Regno d'Italia); i confini tra regno occidentale e regno orientale furono portati all'incirca ai fiumi Mosella e Rodano. Ai ducati su menzionati fu aggiunto anche quello di Lotaringia, mentre i regni di Borgogna e di Provenza mantenevano una certa indipendenza dal re dei Franchi Orientali.
Questa divisione in ducati del territorio durò, anche con il Sacro Romano Impero germanico, sino alla scomparsa della dinastia degli Hohenstaufen.
Comunque con l'incoronazione a Imperatore di Ottone I, che riuniva le corone del Regno dei Franchi Orientali, di quello delle due Borgogne e di quello d'Italia, il titolo di imperatore del Sacro Romano Impero, prese il sopravvento e poi fu usato il termine re dei Romani, per indicare sia il re d'Italia sia il re dei Teutoni o di Germania, prima di essere incoronato imperatore, o l'erede al trono quando l'imperatore era ancora in vita. Re dei Romani era anche il re di Germania eletto dai principi tedeschi prima che fosse incoronato imperatore dal papa.

## Storia del regno
Dopo che, nell'840, l'imperatore Ludovico il Pio era morto, i tre figli superstiti non riuscirono a mettersi d'accordo sulla spartizione del regno e cominciarono a farsi la guerra, sino a che Lotario I, il maggiore dei tre e erede del titolo di imperatore, fu sconfitto e, nell'842, dovette rifugiarsi a Lione. Allora Lotario I accettò di incontrare i suoi due fratelli, Ludovico II il Germanico e Carlo il Calvo, su un'isola della Saona, vicino a Mâcon, dove fu stipulata una tregua che portò, l'anno dopo, al trattato di Verdun, che come abbiamo visto sopra portò alla divisione dell'impero in tre regni:
- il Regno dei Franchi Occidentali, a Carlo il Calvo.
- la Francia Media, all'imperatore Lotario I.
- il Regno dei Franchi Orientali, a Ludovico il Germanico.

Ludovico il Germanico, nell'870, col Trattato di Meerssen, ampliò il regno, dopo che, nell'869, era morto Lotario II (la sua discendenza fu considerata illegittima), che dal padre Lotario I aveva ereditato la parte settentrionale del Regno di Lotaringia. A Ludovico andò tutta la parte orientale, mentre al fratellastro Carlo il Calvo andò la parte occidentale.
Alla morte di Ludovico il Germanico, nell'876, i suoi tre figli si divisero il regno:
- Carlomanno ebbe la Baviera e il titolo di Re dei Franchi Orientali.
- Ludovico il Giovane ebbe la Franconia, la Sassonia e la Turingia.
- Carlo il Grosso ebbe l'Alemannia.

Carlomanno, nell'877, alla morte dello zio, Carlo il Calvo, ottenne il titolo di Re d'Italia.
Poco prima della sua morte Carlomanno, nell'879, lasciò il Regno d'Italia al fratello Carlo il Grosso, mentre la Baviera passò a Ludovico il Giovane, assieme al titolo di Re dei Franchi Orientali; titolo che, nell'882, alla morte di Ludovico senza eredi diretti, passò, unitamente a tutti i territori, al più giovane dei figli di Ludovico il Germanico, Carlo il Grosso, che nell'881 era stato incoronato imperatore e che nell'884, alla morte di Carlomanno II di Francia, fu eletto anche Re dei Franchi Occidentali, per cui per circa tre anni, sino all'887, l'Impero carolingio fu riunito in un'unica entità, sotto la guida del re dei Franchi orientali, Carlo il Grosso.
Quando, nell'887, Carlo il Grosso fu esautorato, divenne Re dei Franchi Orientali un figlio illegittimo di Carlomanno di Baviera, Arnolfo di Carinzia, che agli occhi degli altri re di quello che fu l'Impero carolingio manteneva una certa supremazia e che nell'896 fu incoronato imperatore.
Alla sua morte, nell'899, gli successe come re dei Franchi Orientali il figlio, un bambino, Ludovico IV il Fanciullo, che fu l'ultimo dei Carolingi sul trono dei Franchi Orientali.
Alla morte di Ludovico il Fanciullo, nel 911, quando venne eletto Re dei Franchi Orientali da un'assemblea di nobili il duca di Franconia Corrado, si iniziò a usare il termine di rex teutonorum per indicare il Re dei Franchi Orientali.
Dopo di lui, seguì la dinastia ottoniana, il cui regno è comunemente considerato l'inizio del Sacro Romano Impero. Enrico I di Sassonia regnò dal 919 al 936 e gli successe il figlio, Ottone I di Sassonia, che regnò dal 936 al 962, anno in cui fu coronato imperatore, e continuò a regnare sino al 973.

## Elenco dei reges Teutonicorum (re di Germania)
- Ludovico II il Germanico (804-876), 843-876
- Carlomanno di Baviera (830-880), 876-879 (in Baviera e rex Teutonicorum)
- Ludovico III (835-882), 876-882 (nel Nord: Franconia, Sassonia e Turingia), 879-882 (anche in Baviera e rex Teutonicorum)
- Carlo il Grosso (839-888), 876-882 (nel Sud: Alemannia), 879-887 re d'Italia, 881-887 Imperatore, 882-887 (rex Teutonicorum), 884-887 re dei Franchi Occidentali
- Arnolfo di Carinzia (ca. 850-899), 887-899, Imperatore 896-899
- Ludovico IV il Fanciullo (893-911), 899-911
- Corrado I di Franconia (ca. 881-918), 911-918
- Enrico l'Uccellatore (876-936), 919-936
- Ottone I il Grande (912-973), 936-962, imperatore 962-973